# 28 mars
Pour les articles homonymes, voir Vingt-Huit-Mars.
28 février 28 avril
Chronologies thématiques
- Croisades
- Ferroviaires
- Sports
- Disney
- Anarchisme
- Catholicisme

Abréviations / Voir aussi
- (° 1852) = né en 1852
- († 1885) = mort en 1885
- a.s. = calendrier julien
- n.s. = calendrier grégorien
- Calendrier
- Calendrier perpétuel
- Liste de calendriers
- Naissances du jour

Le 28 mars est le 87e jour, moins souvent le 88e, de l'année du calendrier grégorien ; il en reste ensuite 278.
C'était généralement le 8e jour du mois de germinal dans le calendrier républicain français, officiellement dénommé jour de la jonquille.

## Événements

### Iersiècleav. J.-C.
- -58 (28 martius, du latin traduisible en leur langue voire transposable à la date correspondante de leur propre calendrier) : le peuple celte helvète commence sa migration, pendant la guerre des Gaules (aux alentours de l'actuelle Suisse romande).

### IIesiècle
- 193 : assassinat de Pertinax et proclamation de Didius Julianus comme nouvel empereur romain.

### IVesiècle
- 364 : Valentinien Ier nomme son frère Valens co-empereur romain.

### IXesiècle
- 845 : première apparition des Vikings aux portes de Paris, début du siège de la ville.

### XVesiècle
- 1462 : Ivan III devient Grand-prince de Moscou et de toute la Russie.

### XVIesiècle
- 1566 : début de la construction de La Valette.

### XIXesiècle
- 1801 : signature du traité de Florence.
- 1809 : bataille de Medellín.
- 1820 : traité de Courtrai[1] fixant la frontière entre la France et les Pays-Bas (devenue depuis la frontière entre la France et la Belgique).
- 1862 : victoire de l'Union, à la bataille de Glorieta Pass, pendant la campagne du Nouveau-Mexique de la guerre de Sécession
- 1882 : l'enseignement primaire (de 6 à 13 ans), en France, déjà gratuit, devient laïc et obligatoire.

### XXesiècle
- 1918 : début de l'émeute de Québec.
- 1939 : reddition de Madrid aux forces du général Franco.
- 1942 : naissance du mouvement de résistance intérieure française des Francs-tireurs et partisans (FTP).
- 1999 : démission du président paraguayen Raúl Cubas Grau.

### XXIesiècle
- 2005 : un séisme a lieu à Sumatra.
- 2014 : Jens Stoltenberg, ancien Premier ministre travailliste de la Norvège, est élu secrétaire général de l’OTAN.
- 2015 : prise d'Idlib par les rebelles lors de la guerre civile syrienne.
- 2018 : le maréchal al-Sissi est reconduit à son poste lors d'une élection présidentielle en Égypte.

## Arts, culture et religion
- 1990 : sortie du Cyrano de Bergerac de Jean-Paul Rappeneau (le mercredi 28), dans les salles de cinéma françaises, film qui décrochera dix Césars puis un prix d'interprétation à Cannes pour Gérard Depardieu, au scénario coadapté de la pièce de quatre heures d'Edmond Rostand par Jean-Claude Carrière[2].

## Sciences et techniques
- 1859 : Urbain Le Verrier reçoit une lettre de l'astronome amateur Edmond Modeste Lescarbault qui affirme avoir observé une nouvelle planète, Vulcain.
- 1910 : premier vol (sur 800 mètres) de l'hydravion de l'ingénieur français Henri Fabre, sur l'étang de Berre près de Martigues.
- 1949 : le physicien britannique Fred Hoyle invente le terme de Big Bang lors d’une émission de la British Broadcasting Corporation (BBC).
- 2023 : découverte de l’astéroïde 2023 FW13, le quasi-satellite de la Terre le plus stable connu à ce moment-là[3].

## Économie et société
- 1976 : la France adopte l'heure d'été[4].
- 1979 : accident de la centrale nucléaire de Three Mile Island.
- 2023 : au Mexique, au moins 38 personnes sont tuées dans l’incendie d’un centre de détention pour migrants à Ciudad Juárez[5].
- 2025 : en Birmanie, un séisme survient à Sagaing et est ressenti fortement aussi en Thaïlande et en Chine. Il cause, pour la seule Birmanie dans un bilan provisoire, au moins 1 653 morts, 3 408 blessés, 218 disparus[6].

## Naissances

### XVesiècle
- 1472 : Fra Bartolomeo (Baccio della Porta dit), peintre florentin († 31 octobre 1517).

### XVIesiècle
- 1515 : Thérèse d'Avila, religieuse catholique et réformatrice monastique († 4 octobre 1582).
- 1592 : Comenius (Jan Amos Komenský dit), philosophe, grammairien et pédagogue bohêmien († 15 novembre 1670).

### XVIIIesiècle
- 1750 : Francisco de Miranda, militaire vénézuélien, héros de l'indépendance de son pays († 14 juillet 1816).
- 1773 : Henri Gatien Bertrand, militaire français († 15 janvier 1844).
- 1787 : Claudius James Rich, archéologue et anthropologue britannique († 5 octobre 1821).
- 1800 : Johann Georg Wagler, herpétologiste et ornithologue allemand († 23 août 1832).

### XIXesiècle
- 1811 : John Neumann, prélat américain, saint de l'Église catholique († 5 janvier 1860).
- 1814 : Arsène Houssaye (Arsène Housset dit), poète, journaliste et auteur dramatique français († 26 février 1896).
- 1828 : Étienne Carjat, photographe et écrivain français († 8 mars 1906).
- 1858 : Joséphin Peladan, occultiste français († 27 juin 1918).
- 1862 : Aristide Briand, homme politique français, plusieurs fois président du Conseil († 7 mars 1932).
- 1863 : Louis V de La Trémoille, aristocrate et homme politique français († 17 juin 1921).
- 1868 : Maxime Gorki (Alexis Pechkov (Алексей Максимович Пешков) dit), écrivain russe († 18 juin 1936).
- 1871 : Willem Mengelberg, chef d'orchestre néerlandais († 21 mars 1951).
- 1872 : José Sanjurjo, militaire espagnol († 20 juillet 1936).
- 1881 : Martin Sheridan, athlète américain d'origine irlandaise, triple champion olympique dans des épreuves de lancer († 27 mars 1918).
- 1890 : Paul Whiteman, chef d'orchestre américain († 29 décembre 1967).
- 1897 :
  - Josef « Sepp » Herberger, entraîneur de football allemand († 28 avril 1977).
  - Philip Tannura, directeur de la photographie américain († 7 décembre 1973).
- 1899 : August Anheuser « Gussie » Busch Jr. (en), homme d’affaires américain († 29 septembre 1989).

### XXesiècle
- 1903 :
  - Rudolf Serkin, pianiste de concert américain († 8 mai 1991).
  - Charles Starrett, acteur américain († 22 mars 1986).
- 1906 : Murray Adaskin, violoniste, compositeur, chef d’orchestre et pédagogue canadien († 6 mai 2002).
- 1907 : Jacques Morisson, joueur professionnel français de hockey sur glace († 8 février 1964).
- 1908 : Gregoire Aslan, acteur français († 8 janvier 1982).
- 1912 :
  - Adolphe Coll, résistant français († 15 février 1945).
  - Marina Raskova (Раско́ва Мари́на Миха́йловна), aviatrice soviétique († 4 janvier 1943).
  - Léon-Gontran Damas, écrivain français († 22 janvier 1978).
- 1913 : 
  - Louis Chapiro, habitant du 34 de la rue parisienne des Rosiers, exécuté au Mont-Valérien († 25 / 30 avril 1944).
  - José Luis Sanchez del Rio, saint catholique mexicain († 10 février 1928).
- 1914 : Edmund Muskie, homme politique américain († 26 mars 1996).
- 1915 : Jay Livingston, compositeur américain († 17 octobre 2001).
- 1919 : Miklos Udvardy, ornithologue hongrois († 27 janvier 1998).
- 1920 : Kelpo Gröndahl, lutteur finlandais, champion olympique († 2 août 1994).
- 1921 : Dirk Bogarde (Derek Jules Gaspard Ulric Niven van den Bogaerde dit), acteur britannique († 8 mai 1999).
- 1922 : Joey Maxim (Giuseppe Antonio Berardinelli dit), boxeur américain († 2 juin 2001).
- 1924 : Claire Gagnier, soprano québécoise († 25 décembre 2022).
- 1926 : Cayetana Fitz-James Stuart, aristocrate espagnole († 20 novembre 2014).
- 1928 : 
  - Zbigniew Brzeziński, politologue américain d'origine polonaise († 26 mai 2017).
  - Alexandre Grothendieck, mathématicien français († 13 novembre 2014).
- 1930 : Albert S. Ruddy, producteur et scénariste canadien, notamment du film « Le Parrain ».
- 1933 : Juan Sandoval Íñiguez, prélat mexicain.
- 1935 : Józef Szmidt, athlète polonais, double champion olympique du triple saut.
- 1936 : Mario Vargas Llosa, romancier, poète et essayiste espagnol d'origine péruvienne, prix Nobel de littérature 2010.
- 1940 : 
  - Russell Banks, écrivain américain († 7 janvier 2023).
  - John Michael Plumb, cavalier américain six fois médaillé olympique.
- 1941 :
  - Bernadette Després, dessinatrice de bandes dessinées française.
  - Charles Ray « Charlie » McCoy, musicien américain.
- 1942 :
  - Michel Bissonnet, homme politique québécois.
  - Daniel Dennett, philosophe américain.
  - Neil Kinnock, homme politique britannique, ancien dirigeant du parti travailliste.
  - Michael Cormac « Mike » Newell, cinéaste britannique.
- 1943 : Giovanni Pettenella, coureur cycliste sur piste italien, champion olympique († 20 février 2010).
- 1946 : 
  - Wubbo Ockels, spationaute néerlandais († 18 mai 2014).
  - Claudette Herbster-Josland, escrimeuse française, médaillée olympique.
- 1947 : Gregory Francis Thompson, homme politique canadien († 10 septembre 2019).
- 1948 :
  - Christine Chartrand, chanteuse québécoise.
  - John Evan, musicien britannique du groupe Jethro Tull.
  - Pierre Saint-Jean, athlète d’haltérophilie québécois.
  - Dianne Wiest, actrice américaine.
  - Milan Williams (en), claviériste américain du groupe Commodores († 9 juillet 2006).
- 1952 : 
  - Keith Ashfield, homme politique canadien († 22 avril 2018).
  - Alain Sarde, producteur de cinéma français.
- 1953 :
  - Steve Keen, économiste australien.
  - Melchior Ndadaye, homme politique burundais, président de la République du Burundi en 1993 († 21 octobre 1993).
- 1954 : 
  - Ja Song Nam, diplomate nord-coréen.
  - Wladimir Yordanoff, comédien français († 6 octobre 2020).
- 1955 : Reba McEntire, chanteuse et actrice américaine.
- 1956 : 
  - Evelin Jahl, athlète est-allemande, double championne olympique du lancer du disque.
  - Jeon Kwang-hoon, pasteur et un homme politique sud-coréen.
- 1958 : Bart Conner, gymnaste américain, double champion olympique.
- 1960 : Éric-Emmanuel Schmitt, romancier et dramaturge franco-belge.
- 1962 : Patrick Deuel, américain qui deviendra l'un des hommes les plus lourds du monde († 29 avril 2016).
- 1964 : Oleksandr Volkov, joueur de basket-ball ukrainien, champion olympique.
- 1965 : Luca Zanforlin, scénariste et présentateur de télévision italien.
- 1966 : Indra Lesmana, chanteur, compositeur et musicien indonésien.
- 1969 : 
  - Daniel Laperrière, joueur québécois de hockey sur glace.
  - Ilke Wyludda, athlète allemande, championne olympique du lancer du disque.
- 1970 :
  - Benjamin Castaldi, présentateur français.
  - Detlef Musch, basketteur allemand.
  - Vincent Anthony « Vince » Vaughn, acteur américain.
- 1972 : 
  - Keith Tkachuk, joueur américain de hockey sur glace.
  - Steve Walsh, arbitre international néo-zélandais de rugby à XV.
- 1973 :
  - Edward Smith « Eddie » Fatu, catcheur samoan († 4 décembre 2009).
  - Matthew Adam « Matt » Nathanson, chanteur américain.
- 1974 : José Antonio Canales Rivera, matador espagnol.
- 1981 :
  - Gareth David-Lloyd, acteur britannique.
  - Julia Stiles, actrice américaine.
- 1982 : Dylan Page, basketteur américain.
- 1983 : Ladji Doucouré, athlète français.
- 1984 : Salah Sahraoui, footballeur algérien.
- 1985 :
  - Steve Mandanda, footballeur français.
  - Stanislas Wawrinka, tennisman suisse.
- 1986 :
  - Lady Gaga (Stefani Joanne Angelina Germanotta dite), chanteuse américaine.
  - Naoshi Komi (古味直志), mangaka japonais.
- 1989 : Logan Couture, hockeyeur professionnel canadien.
- 1990 : Luca Marrone, footballeur italien.
- 1991 :
  - Amy Bruckner, actrice américaine.
  - Marie-Philip Poulin, joueuse canadienne de hockey sur glace.
- 1994 : Jackson Wang, rappeur, chanteur, danseur hongkongais.
- 1996 : Benjamin Pavard, footballeur international français, champion du monde 2018.
- 1998 : M. J. Walker, basketteur américain.

## Décès

### IIesiècle
- 193 : Pertinax, empereur romain en 193 (° 1er août 126).

### VIesiècle
- 593 : Gontran, roi de Bourgogne de 561 à 592 (° vers 545).
- 596 : Childebert II, roi d'Austrasie de 575 à 596 (° 2 mars 570).

### Xesiècle
- 966 : Flodoard, historien, chroniqueur et poète français (° 894).

### XIesiècle
- 1072 : Ordulf, duc de Saxe de 1059 à 1072 (° vers 1020).

### XIIIesiècle
- 1239 : Go-Toba (後鳥羽天皇), empereur du Japon de 1183 à 1198 (° 6 août 1180).
- 1241 : Valdemar II, roi de Danemark de 1202 à 1241 (° 28 juin 1170).
- 1285 : Martin IV (Simon de Brion dit), pape de 1281 à 1285 (° vers 1210).

### XVIesiècle
- 1594 : Nicolas de Pellevé, prélat français (° 18 octobre 1518).

### XVIIIesiècle
- 1757 : Robert François Damiens, exécuté par écartèlement (° 9 janvier 1715).
- 1786 : Pierre du Calvet, commerçant, magistrat, prisonnier politique et épistolier québécois d'origine française disparu en mer  (° 1735).

### XIXesiècle
- 1849 : Stephan Ladislaus Endlicher, botaniste et linguiste autrichien (° 24 juin 1804).
- 1852 : Xavier Bronikowski, écrivain polonais (° 1796).
- 1853 : « El Chiclanero » (José Redondo Rodríguez dit), matador espagnol (° 13 mars 1818).
- 1870 : George Henry Thomas, militaire américain (° 31 juillet 1816).
- 1881 : Modeste Moussorgski (Модeст Петрович Мусоргский), compositeur russe (° 21 mars 1839).
- 1886 : Robert Caze, écrivain et poète suisse (° 3 janvier 1853).
- 1900 : Piet Joubert, militaire et homme politique boer, commandant-général de la république sud-africaine du Transvaal de 1880 à 1900 (° 20 janvier 1834).

### XXesiècle
- 1903 : Émile Baudot, ingénieur français (° 11 septembre 1845).
- 1906 : Hector Salomon, compositeur français, l’un des « chefs du chant » à l’Opéra de Paris (° 29 mai 1838).
- 1927 : Joseph-Médard Émard, évêque québécois (° 31 mars 1853).
- 1929 : Lomer Gouin, homme politique et avocat québécois, Premier ministre du Québec de 1905 à 1920 (° 19 mars 1861).
- 1930 : Kanzō Uchimura (内村 鑑三), écrivain et religieux japonais (° 26 mars 1861).
- 1932 : Arthur Regnault, architecte breton (° 7 juillet 1839).
- 1937 : Karol Szymanowski, compositeur polonais (° 6 octobre 1882).
- 1941 : Virginia Woolf, écrivain et militante féministe britannique (° 25 janvier 1882).
- 1943 :
  - Robert William Paul, homme de cinéma britannique (° 3 octobre 1869).
  - Sergueï Rachmaninov (Сергей Васильевич Рахманинов), compositeur et pianiste russe (° 1er avril 1873).
- 1949 : Grigoraș Dinicu, violoniste et compositeur roumain (° 3 avril 1889).
- 1953 : James Francis « Jim » Thorpe, athlète américain (° 28 mai 1888).
- 1958 : 
  - William Christopher Handy, musicien américain (° 16 novembre 1873).
  - Aladár Rácz, musicien hongrois, joueur de cimbalom (° 28 février 1886).
- 1959 : André Siegfried, historien, géographe et académicien français (° 21 avril 1875).
- 1965 : Raoul Stéphan, écrivain, essayiste et poète français (° 30 mai 1889).
- 1969 :
  - Dwight David Eisenhower, militaire et homme politique américain, 34e président des États-Unis de 1953 à 1961 (° 14 octobre 1890).
  - Léon « Léo » Joannon, cinéaste français (° 21 août 1904).
- 1974 :
  - Arthur Crudup, musicien et chanteur de blues américain (° 24 août 1905).
  - Dorothy Fields, librettiste et parolière américaine (° 15 juin 1905).
  - Françoise Rosay (Françoise Gilberte Bandy de Nalèche dite), actrice française (° 19 avril 1891).
- 1976 : Richard Arlen (Richard Cornelius Van Mattimore dit), acteur américain (° 1er septembre 1898).
- 1980 : Dick Haymes (Richard Benjamin Haymes dit), chanteur et acteur argentin (° 13 septembre 1916).
- 1982 : William Francis Giauque, chimiste canadien, prix Nobel de chimie 1949 (° 12 mai 1895).
- 1984 : Carmen Dragon, chef d’orchestre, arrangeur et compositeur américain (° 28 juillet 1914).
- 1985 :
  - Ana Rosa Chacón, féministe et femme politique costaricienne (° 1889).
  - Marc Chagall, peintre russe naturalisé français (° 7 juillet 1887).
- 1987 :
  - Maria Augusta Trapp, chanteuse autrichienne (° 26 janvier 1905).
  - Patrick Troughton, acteur britannique (° 25 mars 1920).
- 1989 : Madeleine Ozeray, actrice française (° 13 septembre 1908).
- 1992 : Nikolaos Platon (Νικόλαος Πλάτων), archéologue grec (° 8 janvier 1909).
- 1994 : Eugène Ionesco, dramaturge roumain naturalisé français et devenu académicien (° 26 novembre 1909).
- 1996 :
  - Barbara McLean, monteuse américaine (° 16 novembre 1903).
  - Jimmy Rowles pianiste de jazz américain (° 19 août 1918).
- 1998 : Francisco Betancourt, footballeur puis entraîneur espagnol (° 4 février 1913).
- 2000 : Anthony Powell, écrivain britannique (° 21 décembre 1905).

### XXIesiècle
- 2001 : Morris « Moe » Koffman (en), musicien et compositeur de jazz canadien (° 28 décembre 1928).Peter Ustinov

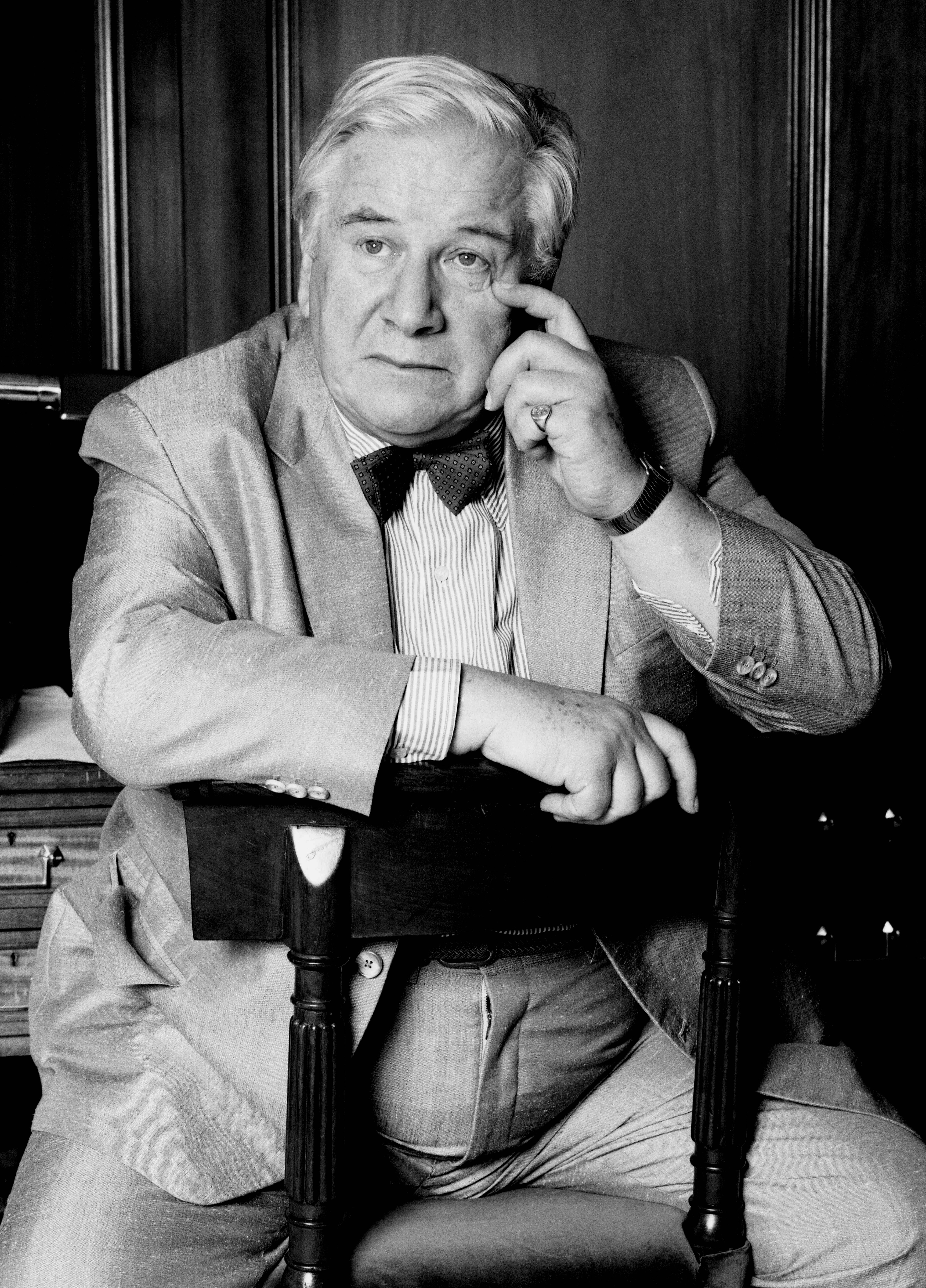
Peter Ustinov

- 2002 : Klaus Croissant, avocat allemand (° 24 mai 1931).
- 2003 : Farrell H. « Rusty » Draper (en), chanteur américain de musique country et de pop (° 25 janvier 1923).
- 2004 : Peter Ustinov, écrivain, scénariste, acteur et producteur britannique (° 16 avril 1921).
- 2005 : Robin Spry, réalisateur et producteur canadien (° 25 octobre 1939).
- 2006 : Caspar Weinberger, homme politique américain (° 18 août 1917).
- 2008 : Valentino Fois, cycliste sur route italien (° 23 septembre 1973).
- 2009 :
  - Janet Jagan, femme d'État guyanienne (° 20 octobre 1920).
  - Ugo Martinat, homme politique italien (° 28 avril 1942).
- 2010 :
  - Jean Dalmain, acteur et metteur en scène québécois d’origine française (° 25 juin 1915).
  - Mitchell Herbert « Herb » Ellis, guitariste de jazz américain (° 4 août 1921).
  - Catherine Pibarot, handballeuse française (° 6 juillet 1967).
  - Linda William, mannequin et chanteuse française (° 20 novembre 1964).
- 2011 :
  - Lee Hoiby, compositeur américain (° 17 février 1926).
  - Esben Storm, acteur, producteur et réalisateur australien (° 26 mai 1950).
- 2012 : Earl Scruggs, musicien américain de bluegrass (° 6 janvier 1924).
- 2013 : Richard Griffiths, acteur britannique (° 31 juillet 1947).
- 2014 : Claude Chayet, résistant et ambassadeur français, en RdC, au Vietnam, en Chine continentale (° 16 août 1920)[7].
- 2017 :
  - Alice de Bourbon-Parme, princesse de Parme et par son mariage « princesse des Deux-Siciles » puis « duchesse de Calabre » d'origine autrichienne (° 13 novembre 1917).
  - Jean-Pierre Cave, homme politique français (° 20 février 1952).
  - Ahmed Kathrada, homme politique sud-africain (° 21 août 1929).
  - Christine Kaufmann, actrice allemande (° 11 janvier 1945).
  - Janine Sutto, actrice canadienne (° 20 avril 1921).
  - Enn Vetemaa, poète et écrivain estonien (° 20 juin 1936).
- 2020 : Patrick Devedjian, homme politique français d'origine arménienne, élu dans les Hauts-de-Seine, plusieurs fois ministre, première victime de la maladie à coronavirus 2019 parmi les personnalités politiques françaises en activité (° 26 août 1944).
- 2021 : Didier Ratsiraka, militaire et homme d'État malgache, deux fois président de la République de Madagascar (1975-1993 et 1997-2002, ° 4 novembre 1936).
- 2024 :
  - Rahib Aliyev, acteur, comédien et artiste soviétique puis azerbaïdjanais (° 12 juillet 1945).
  - Kurt Elimä, sauteur à ski suédois (° 24 août 1939).
  - Guy Goffette, poète, écrivain et éditeur belge (° 18 avril 1947).
  - Larry Lloyd, footballeur anglais (° 6 octobre 1948).
  - Natalya Melekhina, coureuse cycliste soviétique puis russe (° 5 avril 1962).
  - Igors Rausis, joueur d'échecs et un entraîneur soviétique puis letton (° 7 avril 1961).
- 2025 :
  - Hamza Feghouli, acteur algérien (° 11 septembre 1938).
  - Hennadiy Horbenko, athlète de haies ukrainien (° 22 septembre 1975).
  - Alfredo Mostarda, footballeur international brésilien (° 18 octobre 1946).
  - Juma Mwapachu, personnalité politique et un diplomate tanzanien (° 27 septembre 1942).
  - Olegario Vázquez Raña, homme d'affaires et un dirigeant sportif mexicain (° 10 décembre 1935).
  - Young Scooter, rappeur et chanteur américain (° 28 mars 1986).

## Célébrations

### Internationales
- Journée mondiale de la lutte contre l'endométriose.

### Nationales
- Slovaquie et Tchéquie : fête des professeurs commémorant la naissance de Comenius en 1592 ci-avant.
- Tibet : journée d'émancipation des serfs au Tibet / 農奴解放日/农奴解放日[8] en mandarin sinon tibétain ; sur décision de l'Assemblée nationale populaire chinoise depuis 2009, commémorant la « fin de l'oppression féodale au Tibet en 1959 ».

### Religieuses
- Bahaïsme : huitième jour du mois de la splendeur (bahá' بهاء) dans le calendrier badí‘.
- Chrétienté : date un temps envisagée pour célébrer Noël en tant que Nativité du Christ de manière sans doute plus proche de la vérité historique supposée vers le printemps plutôt qu'au solstice d'hiver environ.

### Saints des Églises chrétiennes

#### Saints catholiques et orthodoxes du jour
Saints catholiques et orthodoxes du jour :
- Boian († 827), martyr.
- Carné († Ve siècle), évêque.
- Castor et Dorothée († ?), martyrs à Tarse en Asie mineure (actuelle Turquie).
- Cyrille († 362), diacre et martyr à Héliopolis sous l'empereur romain Julien.
- Eumère de Nantes († VIe siècle), évêque.
- Gontran († 592), roi de Burgondie.
- Gundelinde (nl) († 750), nièce de sainte Odile, 2e abbesse de Niedermunster.
- Hésychios de Jérusalem († 434), prêtre à Jérusalem.
- Hilarion de Pélécète (it) († VIIIe siècle), abbé du monastère de Pélécète en Bithynie.
- Prisque, Malchus et Alexandre († 260), martyrs à Césarée.
- Tuotilo († 915), moine à l'abbaye de Saint-Gall.

#### Saints et bienheureux catholiques du jour
Saints et bienheureux catholiques du jour :
- Antoine Patrizi (en) († 1311), bienheureux religieux augustin italien.
- Christopher Wharton († 1600), bienheureux prêtre anglais martyr à York.
- Conon de Naso († 1236), bienheureux moine basilien à Naso.
- Étienne Harding († 1134), 3e abbé de l'abbaye de Cîteaux.
- Jean-Baptiste Malo († 1954), bienheureux prêtre français martyr.
- Jeanne-Marie de Maillé († 1414), bienheureuse pénitente du tiers-ordre franciscain.
- Joseph-Sébastien Pelczar († 1924), évêque polonais fondateur des servantes du Sacré-Cœur de Jésus de Cracovie.
- Renée Feillatreau († 1794), bienheureuse laïque française martyre sous la Révolution française.
- Venturin de Bergame (it) († 1346), bienheureux religieux prédicateur dominicain italien.

#### Saints orthodoxes du jour (aux dates parfois"juliennes"/ orientales)
Saints orthodoxes du jour, outre les saints œcuméniques voire pré-schismatiques ci-avant...
- Denis le Miséricordieux († 1510), moine.
- Eustrate le Jeûneur († 1097), moine.

### Prénoms du jour
Bonne fête aux Gontran, Gontrane (sinon aux Gont(h)ier, Gunt(h)ar etc. ni aux Bertrand avec un suffixe germanique en commun qui signifierait « corbeau ») ;
et aussi aux Karn, Karneg.

## Traditions et superstitions

### Dictons
- « À la saint-Gontran, espoir s'il fait beau, pain et vin se font voir. »[11]
- « À la saint-Gontran, si la température est belle, arrivent les premières hirondelles. »[12]
- « Le temps de saint-Gontran, voit l'hirondelle arrivant. »[13]
- « S'il gèle à la saint-Gontran, le blé ne deviendra pas grand[14]. »

### Astrologie
- Signe du zodiaque : 8e jour du signe astrologique du Bélier.